# 脊髄幹ブロック

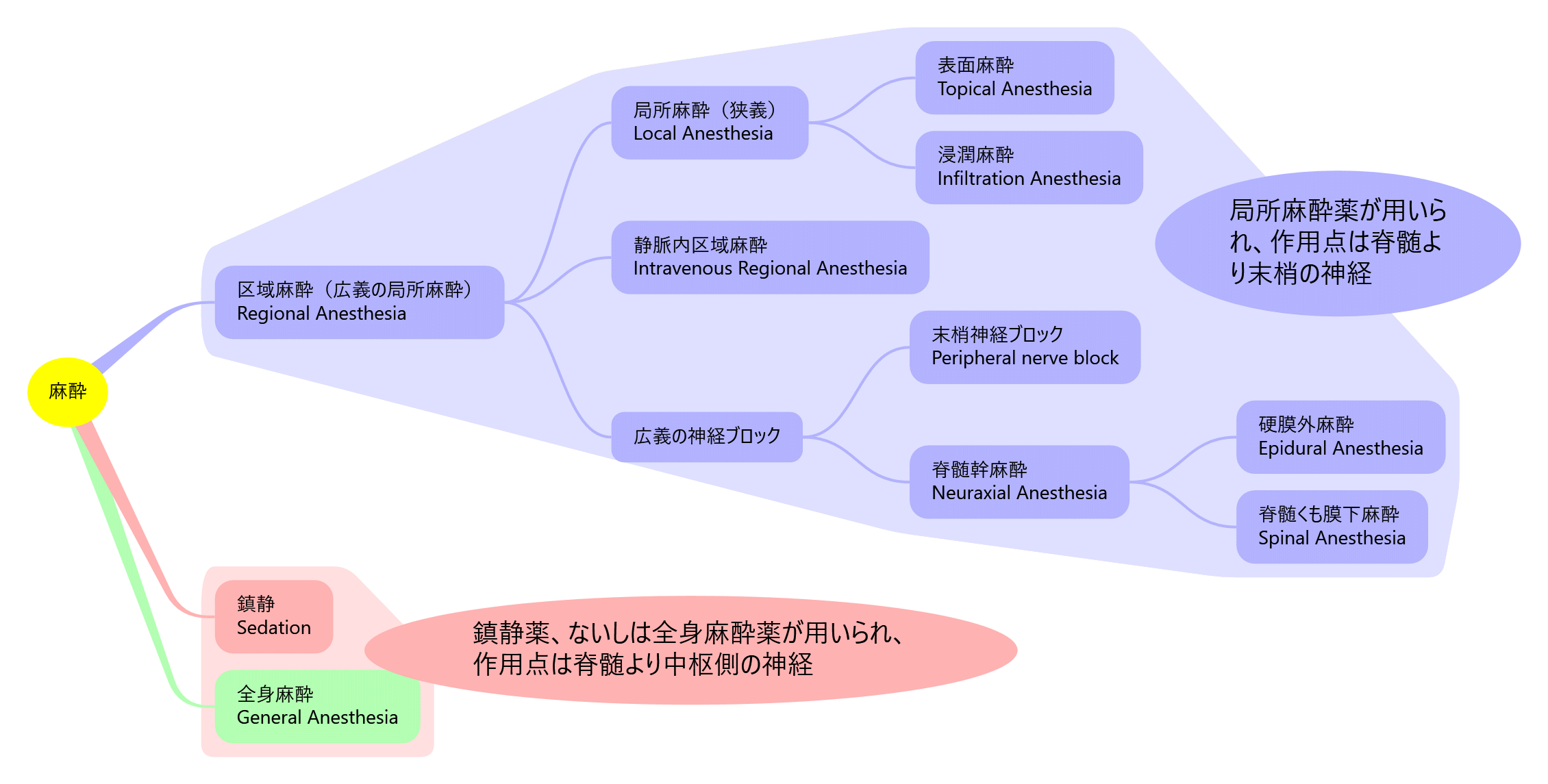
麻酔法の分類。局所麻酔薬と全身麻酔薬は作用点が異なる。

脊髄幹ブロック（せきずいかんブロック、英: neuraxial block）又は脊髄幹麻酔（せきずいかんますい、英: neuraxial anesthesia）とは、脊髄くも膜下麻酔、仙骨ブロック、硬膜外麻酔など、中枢神経系の神経周囲に行う区域麻酔のことを指す。 手術、分娩、術後や慢性疼痛の緩和などに用いられる。脊髄幹ブロックの麻酔対象領域は中枢神経軸（neuraxis）ということになるが、neuraxisは名詞としての日本語訳は中枢神経軸、形容詞neuraxialとしての日本語訳は「脊髄幹」と訳語は異なる。